# جيم كلارك (سياسي أمريكي)
جيم كلارك (بالإنجليزية: Jim Clark)‏ هو شريف وسياسي أمريكي، ولد في 17 سبتمبر 1922 في ألاباما في الولايات المتحدة، وتوفي في 4 يونيو 2007 في إيلبا في الولايات المتحدة بسبب سكتة.